# Valdis Valters
Valdis Valters (* 4. August 1957 in Riga, Lettische Sozialistische Sowjetrepublik) ist ein ehemaliger sowjetischer und lettischer Basketballspieler, der 1982 Weltmeister sowie 1981 und 1985 Europameister war.

## Sportliche Karriere
Der 1,93 m große Point Guard spielte von 1976 bis 1989 für BK VEF Rīga. Nach der Unabhängigkeit Lettlands kehrte Valters zum Basketball zurück und spielte von 1992 bis 1997 für BK Brocēni. 1992, 1993 und 1996 war er lettischer Basketballmeister.
1981 trat er mit der sowjetischen Nationalmannschaft bei der Europameisterschaft 1981 in der Tschechoslowakei an. Die Mannschaft aus der Sowjetunion gewann alle Spiele, im Finale besiegte sie die Jugoslawen mit 84:67. Valters erzielte als Topscorer seiner Mannschaft 150 Punkte in neun Spielen, davon 20 im Finale. Er wurde zum Most Valuable Player der Europameisterschaft gewählt. Im Jahr darauf fand in Kolumbien die Weltmeisterschaft 1982 statt. Die sowjetische Mannschaft gewann alle Spiele in ihrer Vorrundengruppe und unterlag in der Finalrunde nur der Mannschaft aus den Vereinigten Staaten mit 93:99. Im Finale trafen die beiden Mannschaften als Erstplatzierte der Finalrunde erneut aufeinander und nun gewann die Mannschaft der UdSSR mit 95:94. Valters warf 126 Punkte in neun Spielen. In den beiden Spielen gegen die USA erzielte er 22 und 13 Punkte. 1983 bei der Europameisterschaft in Frankreich unterlag die Mannschaft der Sowjetunion im Halbfinale den Spaniern mit 94:95. Im Spiel um den dritten Platz siegten sie gegen die Niederlande mit 105:70. Valters erzielte 57 Punkte in sieben Spielen. Im Halbfinale gegen Spanien gelang ihm kein Punkt, aber fünf persönliche Fouls.
1984 war die sowjetische Mannschaft zwar für die Olympischen Spiele qualifiziert, konnte aber wegen des Olympiaboykotts nicht antreten. Bei der Europameisterschaft 1985 gewann die Mannschaft der UdSSR das Finale gegen die Mannschaft aus der Tschechoslowakei mit 120:89. Valters erzielte 133 Punkte in acht Spielen. Bei der Weltmeisterschaft 1986 in Spanien gewann die Mannschaft der UdSSR im Halbfinale mit 91:90 gegen Jugoslawien, im Finale siegte die Mannschaft der Vereinigten Staaten mit 87:85 gegen die sowjetische Auswahl. Valters warf in zehn Spielen 117 Punkte. Im Jahr darauf bei der Europameisterschaft 1987 in Griechenland gewann die griechische Mannschaft das Finale gegen die Sowjetunion nach Verlängerung mit 103:101. Valters erzielte 134 Punkte in acht Spielen, davon 21 Punkte im Finale.
Fünf Jahre nach dem einstweiligen Ende seiner internationalen Karriere kehrte Valdis Valters zurück und versuchte sich mit der lettischen Nationalmannschaft für die Olympischen Spiele 1992 zu qualifizieren.
Valters spielte bis 1997 beim BK Brocēni in Riga, anschließend übernahm er das Traineramt und führte die Mannschaft von 1997 bis 1999 zu drei Meistertiteln in Folge. Er blieb bis 2003 bei dem Verein, der 2000 in BK Skonto umbenannt wurde. Von 2007 bis 2010 war er Trainer bei seinem alten Verein VEF Riga.
Valdis Valters hat zwei Söhne Kristaps Valters und Sandis Valters, die beide Basketballprofis wurden. 2017 wurde Valdis Valters in die FIBA Hall of Fame aufgenommen.